# Cabildo de nación
Der Cabildo de nación oder Cabildo africano war eine religiös-kulturelle Vereinigung der aus Afrika stammenden Bevölkerung in Lateinamerika. Er erfüllte grundsätzlich keine Verwaltungsaufgaben wie die Cabildos municipales die Stadtverwaltungen in Spanien und Lateinamerika.

## Entstehung der Cabildos de nación
Der erste Cabildo de nación der auf Kuba bekannt ist, war der Cabildo Changó, der im Jahr 1568 gegründet wurde. 
Die nach Lateinamerika verschleppten Sklaven stammten aus unterschiedlichen Gegenden Afrikas. In den Cabildos de nación schlossen sich die aus Afrika stammender Sklaven und Freigelassenen beiderlei Geschlechts mit der gleichen ethnischen Herkunft zusammen. In einigen Städten Lateinamerikas bestanden aufgrund der unterschiedlichen Herkunft Cabildos de nación unterschiedlicher Ethnien. z. B. bestanden am Ende des 19. und zu Beginn des 20. Jahrhunderts in Camagüey vier Cabildos de nación. 
Bei den Cabildos de nación handelte es sich um Vereinigungen ähnlich der religiösen Laienbruderschaften – Cofradías – die in Spanien weit verbreitet sind. Farbige durften in den Bruderschaften nicht Mitglied werden. Während die Bruderschaften der Aufsicht der Kirche unterstanden, unterstanden die Cabildos de nación der staatlichen Aufsicht.

## Aktivitäten der Cabildos
Die Mitglieder der Cabildos de nación trafen sich an den Feiertagen, um die Feste entsprechend der Bräuche ihrer Herkunftsländer zu feiern. Die meisten Cabildos de nación besaßen eigene Versammlungsgebäude, in denen sich meist auch die Kultstätten der Mischreligionen befanden. Die Afrikaner versuchten ihre in ihrer Heimat verehrten Götter mit dem katholischen Glauben in Übereinstimmung zu bringen. So entstanden in den Cabildos de nación Kultstätten, in denen die alten afrikanischen Götter in der Verkörperung katholischer Heiliger verehrt wurden. Diese religiös-genossenschaftlichen Vereinigungen hatten einen bedeutenden Anteil daran, die verschiedenen kulturellen Ausdrucksformen schwarzer Religiosität, Musik, Tanz und Geselligkeitsformen, Gestik, Sprache sowie Kunst zu erhalten. Vor allem aber hielten sie einen großen Teil ihrer religiösen Systeme am Leben. 
An der Spitze der Cabildos standen die Reyes del Cabildo. Es wurden auch die Begriffe „Capataz“ (Vorarbeiter) und „Capitán“ (Hauptmann) verwendet. Die Wahl der Reyes del Cabildo fand meist am 6. Januar am Tag der Heiligen drei Könige statt. Die Gewählten waren in vielen Fällen Personen die bereits in ihrem Herkunftsland eine herausragende Stellung besaßen. Ihre Bedeutung als Reyes del Cabildo zeigten sie durch entsprechende Attribute wie Uniformen, Kronen, Degen und Befehlsstab. Innerhalb des Cabildos übten die Reyes auch politische und richterliche Funktionen aus und vertraten die Schwarzen gegenüber den weißen Institutionen.  Die Reyes del Cabildo verwalteten die finanziellen Mittel, die verwendet wurden, um die Beerdigungen der gestorbenen Mitglieder zu bezahlen, um alte Sklaven frei zu kaufen, um Grundstücke zu erwerben und darauf Versammlungsräume zu bauen, um Heiligenbilder und -figuren anfertigen zu lassen und um Musikinstrumente zu kaufen.